# Lisbeth Trickett
Lisbeth Constance Trickett, coneguda com a Libby Trickett o Libby Lenton-Trickett, (Townsville, Austràlia, 1985) és una nedadora australiana, ja retirada, especialista en proves de velocitat.

## Carrera esportiva
Va participar, als 19 anys, als Jocs Olímpics d'Estiu de 2004 realitzats a Atenes (Grècia), on va aconseguir guanyar la medalla d'or en la prova dels relleus 4x100 metres lliures i la medalla de bronze en els 50 metres lliures, a més de finalitzar novena en els 100 metres lliures.
En els Jocs Olímpics d'Estiu de 2008 realitzats a Pequín (República Popular de la Xina) va aconseguir guanyar la medalla d'or en els relleus 4x100 metres estils, establint un nou rècord del món l'equip australià, i en els 100 metres papallona, així com la medalla de plata en els 100 metres lliures i la medalla de bronze en els relleus 4x100 metres lliures. Així mateix, finalitzà quarta en els 50 metres lliures, aconseguint un diploma olímpic.
Al llarg de la seva carrera ha guanyat quinze medalles en el Campionat del Món de natació, entre elles vuit medalles d'or; dotze medalles en el Campionat del Món de natació en piscina curta, nou d'elles d'or; i set medalles en els Jocs de la Commonwealth, cinc d'elles d'or.
El 14 de desembre del 2009 va anunciar que es retirava de la natació i el 2016 va entrar al Saló de la Fama de l'Esport Austalià.

## Resultats
| Any  | Competició              | Lloc      | Posició | Marca                                             |
| ---- | ----------------------- | --------- | --- | ------------------------------------------------- |
| 2003 | Campionat del Món       | Barcelona | 3a en 50 m lliures 3a en 4 × 100 m lliures | 25.08 3:38.83                                     |
| 2004 | Jocs Olímpics           | Atenes    | 3a en 50 m lliures 1a en 4 × 100 m lliures | 24.91 3:35.94                                     |
| 2005 | Campionat del Món       | Montreal  | 1a en 50 m lliures 1a en 4 × 100 m lliures 1a en 4 × 100 m estils 2a en 100 m papallona 2a en 4 x 200 m lliures                                        | 24.59 3:37.32 3:57.47 57.37 7:54.06               |
| 2006 | Jocs de la Commonwealth | Melbourne | 1a en 50 m lliures 1a en 100 m lliures 1a en 4 × 100 m lliures 1a en 4x200 m llliures 1a en 4 × 100 m estils 2a en 200 m lliures 2a en 100 m papallona | 24.61 53.54 3:36.49 7:56.68 3:56.30 1:57.51 57.80 |
| 2007 | Campionat del Món       | Melbourne | 1a en 50 m lliures 1a en 100 m lliures 1a en 100 m papallona 1a en 4 × 100 m lliures 1a en 4 × 100 m estils                                            | 24.53 53.40 57.15 3:35.48 3:55.74                 |
| 2008 | Jocs Olímpics           | Pequín    | 1a en 100 m papallona 3a en 4 × 100 m lliures | 56.73 3:35.0                                      |

## Marques

### Piscina llarga (50 metres)
- 50 metres lliures: 23.97 (Sidney, 29 de març del 2008) - Rècord mundial
- 100 metres lliures: 52.88 (Sidney, 297 de març del 2008) - Rècord mundial
- 100 metres papallona: 56.73 (Pequín, 11 d'agost del 2008)
- 4 x 100 metres lliures: 3:35.05 (Pequín, 10 d'agost del 2008)
- 4 x 200 metres lliures: 7:54.06 (Montreal, 1 d'agost del 2005)
- 4 x 100 metres estils: 3:55.74 (Melbourne, 31 de març del 2007) - Rècord mundial

### Piscina curta (25 metres)
- 100 metres lliures: 51.01 (Melbourne, 9 d'agost del 2009) - Rècord mundial
- 200 metres lliures: 1:53.29 (Sidney, 19 de novembre del 2005) - Rècord mundial
- 100 metres papallona: 55.74 (Canberra, 26 d'abril del 2008) - Rècord mundial
- 4 x 100 metres lliures: 3:31.66 (Melbourne, 2 de setembre del 2007)
- 4 x 100 metres estils: 3:51.84 (Shanghai, 7 d'abril del 2006)